# Mario Madrid-Malo Garizábal
Mario Madrid-Malo Garizábal (Barranquilla, 5 de mayo de 1945) es un abogado colombiano, profesor universitario, defensor de los derechos humanos y autor de libros sobre temas jurídicos y religiosos. 

## Trayectoria
Madrid-Malo Garizábal obtuvo en 1969 el título de Doctor en Derecho, conferido por la Universidad Externado de Colombia. Entre 1974 y 2007 ejerció la docencia en varias universidades de Bogotá, entre ellas la Universidad Externado de Colombia, la Pontificia Universidad Javeriana, la Escuela Superior de Administración Pública (ESAP), la Universidad Libre de Colombia, la Universidad Nacional y la Fundación Universitaria San Alfonso, de la congregación redentorista. En 2008 la ESAP le otorgó el título de Profesor Distinguido.
En su labor docente Madrid-Malo tuvo a su cargo cátedras de derecho constitucional, derechos humanos, derecho internacional humanitario, derecho público eclesiástico, derecho concordatario e instituciones eclesiásticas. En la ESAP fue designado, por concurso, profesor titular de derecho constitucional colombiano.
Entre 1985 y 1993 Madrid-Malo cumplió labores de trabajador voluntario de Amnistía Internacional en Colombia. Entre 1988 y 1994 formó parte  del el Comité Ejecutivo para la Vida, la Justicia y la Paz de la Conferencia Episcopal colombiana.
Entre 1991 y 1993 Madrid-Malo  fue Director del Instituto de Derechos Humanos de la Escuela Superior de Administración Pública. Entre 1993 y 1996 se desempeñó como Director Nacional de promoción y divulgación de derechos humanos de la Defensoría el Pueblo. Entre 1997 y 2007 ocupó el cargo de Asesor Legal de la Oficina en Colombia del Alto Comisionado de las Naciones Unidas para los Derechos Humanos. Durante los años 2002-2009 ejerció las funciones de Conjuez de la Corte Constitucional.
También desempeñó Madrid-Malo los cargos de Secretario General de la Caja Nacional de Previsión (1973-1974), Secretario General de la Administración Postal Nacional (1974-1977), Secretario General del Departamento Administrativo del Servicio Civil (1977-1979), director general del Instituto Nacional de Radio y Televisión (1980-1981), Subdirector de postgrado de la Escuela Superior de Administración Pública (1987-1988) y Decano de la Facultad de estudios avanzados de la misma institución (1988-1991).
Madrid-Malo es autor, entre otras, de las siguientes obras: "Los derechos humanos en Colombia" (1979, 1990), "Diccionario jurídico colombiano" (1988), "El Presidente de la República" (1990), "Derechos Fundamentales" (1992, 1997, 2004), "Siluetas para una historia de los derechos humanos" (1993), "El derecho a la objeción de conciencia" (1994, 2003), "Estudio sobre derechos fundamentales" (1995), "Nuevas siluetas para una historia de los derechos humanos(1995) "Sobre las libertades de conciencia y de religión" (1996), "Diccionario de la Constitución Política de Colombia" (1997, 1998, 2005), "Tú eres Pedro. El papado en la historia" (2006), "Diccionario básico de la religión católica" (2007), "Otras siluetas para una historia de los derechos humanos" (2008), "Violencia contra los más débiles. Episodios para una crónica sobre la victimización de los niños colombianos" (2011), "Teatro Bíblico" (2014) y "Mujeres de la Biblia" (2017).
Madrid-Malo ha sido columnista de los periódicos "El Colombiano", "Vanguardia Liberal", "El Heraldo", "La Patria", "El Universal", "El Liberal" y "El Catolicismo". En la actualidad mantiene la bitácora marioenelblog.
El 7 de agosto de 1996 Madrid-Malo recibió de la Defensoría del Pueblo la Orden de los Derechos Humanos en el grado de Comendador. El 14 de agosto de 2015 Madrid-Malo recibió de la ESAP un reconocimiento por su aporte a la educación en derechos humanos en Colombia. 
El 16 de febrero de 2017 Madrid-Malo presentó en Bogotá su libro "Mujeres de la Biblia", obra que mereció la felicitación epistolar del Cardenal  Rubén Salazar, Arzobispo de aquella capital. Entre 2015 y 2019 Madrid-Malo donó los siete mil libros de su biblioteca personal a la Escuela Superior de Administración Pública en Bogotá, al Seminario Mayor de la misma ciudad y a la Universidad del Norte de Barranquilla. Desde mayo de 2019 Mario Madrid-Malo reside en la ciudad de Santa Marta.